# 小田美佳
小田 美佳（おだ みか、1983年9月16日 - ）は、日本の女子プロボクサー。宮田ジム・スポーツクラブ所属。身長160cm。静岡県出身。OPBF東洋太平洋女子ミニフライ級王者。

## 来歴
JWBC時代の2007年11月18日、伍賀ヒロコ戦でプロデビュー、判定勝利を飾る。
その後JBCライセンスを取得し、2008年7月30日に代々木第一体育館で行われた坂田健史・内藤大助ダブルタイトルマッチのアンダーカードで水谷智佳とともにJBCデビュー。ペットサイルン・ジェーバックジムに1回KO勝利。
8月23日、OPBFランカー同士の対戦となった秋田屋まさえ戦でJBC4戦目でプロ初敗北。その後は伊藤まみと引き分た後、柴田直子にTKO負けを喫し国内の世界ランカーに連敗。
2011年11月30日、柴田直子が持つOPBFライトフライ級タイトルに挑戦するが、敗退。
2012年4月26日、粉川拓也の日本王座防衛戦の前座としてタヤコーン・ソータマジャークに判定で勝利し、約3年5ヶ月ぶりの白星。
11月16日、WBCユース王者黒木優子と対戦。世界ランカーとはいえ1年近くブランクのある相手に2回TKO負け。JBCでの戦績を5分に戻すことはできなかった。
2013年7月12日、柴田直子が持つ東洋太平洋王座に再び挑戦、しかし判定負け。
2014年9月24日、花形冴美が持つ東洋太平洋ミニフライ級王座に挑戦し、2-0の判定で初タイトル獲得。
2016年3月1日、花形と再戦するが、5回TKOで敗れ王座陥落。

## 戦績
- JWBC:1戦 1勝
- JBC:13戦 5勝 1KO 7敗 1分

| 戦           | 日付           | 勝敗 | 時間    | 内容        | 対戦相手                         | 国籍 | 備考                                 |
| ------------ | -------------- | ---- | ------- | ----------- | -------------------------------- | ---- | ------------------------------------ |
| 1            | 2007年11月18日 | 勝利 | 4R      | 判定3-0     | 伍賀ヒロコ(マーシャルアーツ)     | 日本 | プロデビュー戦                       |
| 2            | 2008年7月30日  | 勝利 | 1R 1:56 | KO          | ペットサイルン・ジェーバックジム | タイ |                                      |
| 3            | 2008年9月28日  | 勝利 | 4R      | 判定3-0     | 羅玉潔                           | 中国 |                                      |
| 4            | 2008年11月23日 | 勝利 | 4R 1:32 | 負傷判定3-0 | 綾川環(中外)                     | 日本 |                                      |
| 5            | 2009年8月23日  | 敗北 | 6R      | 判定0-3     | 秋田屋まさえ(ワイルドビート)     | 日本 |                                      |
| 6            | 2010年5月12日  | 引分 | 6R      | 判定1-1     | 伊藤まみ(イマオカ)               | 日本 |                                      |
| 7            | 2010年7月17日  | 敗北 | 4R 1:43 | TKO         | 柴田直子(ワールドスポーツ)       | 日本 |                                      |
| 8            | 2010年12月5日  | 敗北 | 6R      | 判定1-2     | 池山直(中外)                     | 日本 |                                      |
| 9            | 2011年7月11日  | 敗北 | 6R      | 判定0-3     | 宮尾綾香(大橋)                   | 日本 |                                      |
| 10           | 2011年11月30日 | 敗北 | 10R     | 判定0-3     | 柴田直子(ワールドスポーツ)       | 日本 | OPBF女子ライトフライ級タイトルマッチ |
| 11           | 2012年4月26日  | 勝利 | 8R      | 判定3-0     | タヤコーン・ソータマジャーク     | タイ |                                      |
| 12           | 2012年11月16日 | 敗北 | 2R 1:50 | TKO         | 黒木優子(YuKO)                   | 日本 |                                      |
| 13           | 2013年7月12日  | 敗北 | 8R      | 判定0-3     | 柴田直子(ワールドスポーツ)       | 日本 | OPBF女子ライトフライ級タイトルマッチ |
| 14           | 2014年9月24日  | 勝利 | 8R      | 判定2-0     | 花形冴美(花形)                   | 日本 | OPBF女子ミニフライ級タイトルマッチ   |
| 15           | 2016年3月1日   | 敗北 | 5R 1:30 | TKO         | 花形冴美(花形)                   | 日本 | OPBF女子ミニフライ級タイトルマッチ   |
| テンプレート |                |      |         |             |                                  |      |                                      |

## 獲得タイトル
- 第3代OPBF東洋太平洋ミニフライ級王座（防衛0=陥落）